# Gianfranco Ferré
Gianfranco Ferré [dʒaɱˈfraŋko ferˈre] (Legnano, 15 de agosto de 1944 – Milão, 17 de junho de 2007) foi um estilista italiano.
Formado em Arquitetura em 1969, Ferré começou sua carreira na moda em 1970 desenhando acessórios e depois como designer de sobretudos e impermeáveis de 1972 a 1974. Abriu sua própria empresa em 1974 e lançou sua primeira coleção feminina assinada em 1978. A sua primeira coleção masculina foi feita em 1982, seguida, em 1986, da sua primeira colecção de alta-costura, em Roma.
Ferré tornou-se director estilístico da Christian Dior em Paris, em 1989, quando foi escolhido pelo proprietário Bernard Arnault para substituir Marc Bohan. Em 1996, foi anunciado que Ferré terminaria o seu contrato com a Dior após a colecção de Primavera de 1997 para a marca.
A sua própria etiqueta é mais relaxada e prática que a Dior, com bolsos funcionais e sem grandes chapéus.
Ferré apareceu para ser extremamente crítico do comércio e propaganda da moda. Ele repartiu a sua agenda, sendo responsável por uma marca francesa de topo e pela sua própria etiqueta italiana, viajando constantemente entre Milão e Paris no seu avião privado. Ferré tinha uma casa no Lago Maggiore, próximo de Milão.
No dia 16 de Junho de 2007, Ferré sofreu uma hemorragia cerebral. Morreu no dia seguinte em Milão, no Hospital São Rafael. Tinha 62 anos de idade.

## Linhas de produção
- Gianfranco Ferré: A linha principal para homem e mulher;
- Ferré: conhecida previamente como Etiqueta Branca, mais prática, pronto-a-vestir para homem e mulher. Dentro desta linha, existe a Ferré Encarnada (para tamanhos maiores) e a Ferré Peles. Dentro da Ferré homem também existe a Ferré Roupa Interior;
- GF Ferré: A linha mais jovem, mais desportiva, para homem e mulher.

## Prémios
Ferré ganhou vários prémios de prestígio durante a sua carreira, incluindo L'Occhio d'Oro 
- Prémio Occhio d'Oro (seis vezes), para melhor designer de moda italiano
- Medalha de Ouro da Cidade de Milão
- Comendador da Ordine, atribuído pelo Presidente da República Italiana
- Prémio De d'Or (Dedal de Ouro), pela sua primeira colecção de alta costura para a casa Dior (1989)

## Dados económicos

### Propriedades
A Gianfranco Ferré S.p.A. é a holding que coordena os negócios da moda da etiqueta Ferré. Era propriedade de Gianfranco Ferré (director criativo) e Franco Mattioli (director financeiro), os quais detinham partes iguais. Recentemente, Ferré havia anunciado que o grupo planeava entrar na cotação da Borsa Italiana S.p. A., com sede em Milão. Em ordem à preparação para este movimento, Ferré iniciou uma reorganização significativa do grupo. O primeiro passo foi o recrutamento de pessoal dirigente com experiência sob a orientação de Giuseppe Cipriano. O passo seguinte foi a redução do número de subsidiárias das actuais 21 para quatro ou cinco no futuro. Outro movimento seria a aquisição da produtora de vestuário Dei Mattioli, a qual é detida por Franco Mattioli. Ferré também parecia estar interessado em adquirir alguns dos seus fornecedores em ordem a ter maior controle sobre a produção.

### Desempenho
A companhia alcançou uma venda total de 950 biliões de liras (589 milhões de dólares), em 1994, um crescimento de 15% em relação a 1993, a qual gozara de um crescimento semelhante em relação às vendas de 1992. As catorze licenças de Ferré contribuíram com 58% do total de vendas em 1994. Em 1996, o total de vendas foi de cerca de 1 250 biliões de liras (811 milhões de dólares).

### Exportações
70% das vendas de Ferré são obtidas na exportação, em os Estados Unidos aparecem como o maior mercado, com importância crescente. A Italia ainda garante 20% das vendas, mas o sucesso da Ferré Jeans nos Estados Unidos. parece estar a transferir o seu foco para aqui. A linha Studio .0001 por Ferré, produzida pelo manufactor italiano Marzotto, é basicamente direccionada para o mercado norte-americano.

### Distribuição
Ferré distribui para 17 exclusivas boutiques em todo o mundo (1994) e tem mais de 250 pontos de venda no total.

### Produção/licenças
O Studio .0001 e a Forma O são produzidas por Marzotto, um dos maiores manufactores de vestuário italiano. As colecções desportivas Oaks por Ferré e a Ferè jeans costumavam ser manufacturadas pela Italiana Manifatture S.p.A., mas recentemente Ferré contratou estas linhas para os próximos dez anos com a Ittiere, que fornece a colecção de bridge da Dolce & Gabbana, Versace, e outros. O gama dos produtos licenciados é alargado, incluindo sapatos, material de escritório, malas, mobílias e perfumes. A última adição a esta lista foi a licença dada aos relógios suíços manufacturados, Swatch.

## Morte
Ferré morreu em 17 de junho de 2007, com a idade de 62 anos. Sofrera uma hemorragia cerebral maciça, o que originara a hospitalização no San Raffaele hospital, de Milão, onde viria a ser anunciada a sua morte.